# بیمارستان روانپزشکی هاوانا
بیمارستان روانپزشکی هاوانا (به اسپانیایی: Hospital Psiquiátrico de La Habana) یک بیمارستان در کوبا است که در هاوانا واقع شده‌است.